# Катерици
Катериците (Sciurus) са род дребни бозайници от семейство Катерицови (Sciuridae). То включва около 30 вида, разпространени в Евразия и Америка. В България се среща един вид - обикновена катерица (Sciurus vulgaris).
Катериците са средноголеми гризачи с дължина на тялото с главата 200-310 mm. Опашката е с дълги косми и е с дължина, приблизително равна на тази на останалата част от тялото.
Живеят предимно по дърветата. Хранят се със семена на шишарки, жълъди, филизи, гъби, орехи, ягоди; понякога с насекоми и птичи яйца. Често изгризват кората на дърветата, за да стигнат до дървесния сок. Активни са през деня, предимно сутрин и привечер.

## Видове
- Подрод Tenes
  - Sciurus anomalus – Персийска катерица
- Подрод Sciurus
  - Sciurus vulgaris – Обикновена катерица
  - Sciurus lis – Японска катерица
  - Sciurus carolinensis – Източна сива катерица
  - Sciurus aureogaster – Мексиканска сива катерица
  - Sciurus colliaei – Катерица на Коли
  - Sciurus yucatanensis – Юкатанска катерица
  - Sciurus variegatoides
  - Sciurus deppei – Катерица на Депе
  - Sciurus niger
  - Sciurus oculatus
  - Sciurus alleni – Катерица на Ален
  - Sciurus nayaritensis
  - Sciurus arizonensis – Аризонска сива катерица
- Подрод Hesperosciurus
  - Sciurus griseus – Западна сива катерица
- Подрод Otosciurus
  - Sciurus aberti – Катерица на Аберт
- Подрод Guerlinguetus
  - Sciurus granatensis – Червеноопашата катерица
  - Sciurus richmondi – Катерица на Ръчмънд
  - Sciurus aestuans
  - Sciurus gilvigularis
  - Sciurus ignitus – Боливийска катерица
  - Sciurus ingrami
  - Sciurus pucheranii – Андска катерица
  - Sciurus stramineus
  - Sciurus sanborni – Катерица на Санборн
  - Sciurus argentinius
- Подрод Hadrosciurus
  - Sciurus flammifer
  - Sciurus pyrrhinus
- Подрод Urosciurus
  - Sciurus igniventris
  - Sciurus spadiceus